# シベリウス国際ヴァイオリン・コンクール
シベリウス国際ヴァイオリン・コンクール（英語: International Jean Sibelius Violin Competition）は、フィンランド、ヘルシンキで行われるヴァイオリン奏者のためのコンクール。
フィンランド・シベリウス協会が主催し、1965年に第1回が開催され、以後5年毎に開催されている。

## 入賞者
各年の入賞者については、公式ウェブサイトに掲載されている。

### 第1回（1965年）
- 第1位　オレグ・カガン （ソ連）
- 第2位　Joshua Epstein （イスラエル）
- 第3位　Valeri Gradov （ソ連）

### 第2回（1970年）
- 第1位　Liana Isakadze（ソ連）、パヴェル・コーガン（旧ソ連）
- 第3位　Otto Armin （カナダ）

### 第3回（1975年）
- 第1位　Yuval Yaron（イスラエル）
- 第2位　イリヤ・グルーベルト（ソ連）
- 第3位　Eugen Sarbu （ルーマニア）

### 第4回（1980年）
- 第1位　ヴィクトリア・ムローヴァ（ソ連）
- 第2位　セルゲイ・スタドレル （ソ連）
- 第3位　Andres Cardenes （アメリカ）

### 第5回（1985年）
- 第1位　イリヤ・カーラー（ソ連）、レオニダス・カヴァコス（ギリシャ）
- 第3位　Vilmos Szabadi （ハンガリー）

### 第6回（1990年）
- 第1位　該当者なし
- 第2位　Cristina Anghelescu （ルーマニア）
- 第3位　Sigrún Edvaldsdóttir （アイスランド）、田中晶子（日本）

### 第7回（1995年）
- 第1位　ペッカ・クーシスト （フィンランド）
- 第2位　エリザベス・バティアシュヴィリ （グルジア）
- 第3位　佐藤まどか（日本）、Nikolaj Znaider （デンマーク）

### 第8回（2000年）
- 第1位　セルゲイ・ハチャトゥリアン（アルメニア）
- 第2位　玉井菜採（日本）
- 第3位　Zhi-Jiong Wang （中国）、日下紗矢子（日本）

### 第9回（2005年）
- 第1位　アリーナ・ポゴストキーナ （ドイツ）
- 第2位　陈佳峰 （中国）
- 第3位　Hyun-Su Shin （韓国）、Wei Wen （中国）

### 第10回（2010年）
- 第1位　ニキータ・ボリソグレブスキー（英語版） （ロシア）
- 第2位　ペッテリ・イーヴォネン（英語版） （フィンランド）
- 第3位　エスター・ユー（英語版） （アメリカ）

### 第11回（2015年）
- 第1位　クリステル・リー（英語版） （アメリカ）
- 第2位　エマニュエル・チェクナヴォリアン （オーストリア）
- 第3位　フリデリケ・スタークロフ（英語版） （ドイツ）

### 第12回（2022年）
- 第1位　ヤン・インモ （韓国）
- 第2位　ネイサン・メルツァー（英: Nathan Meltzer）（アメリカ）
- 第3位　ドミトロ・ウドヴィチェンコ（ウクライナ語版） （ウクライナ）